# New Washington (Indiana)
New Washington – jednostka osadnicza w Stanach Zjednoczonych, w stanie Indiana, w hrabstwie Clark.